# Huawei Ascend D1
Ascend D1 – smartfon firmy Huawei, zaprezetowany w lutym 2012 roku.
Jest to jeden z kilku smartfonów Ascend, obok modeli Ascend D Quad, Ascend D1 Q, Ascend P1 S.
Wyposażono go w procesor Texas Instruments OMAP w wersji 4460, posiadający dwa rdzenie taktowane 1.5 GHz i 1 GB pamięci RAM. Mocną stroną modelu Ascend D1 jest ekran. Jest to panel dotykowy 4.5" wykonany w technologii IPS o rozdzielczości 1280x720 pikseli (HD). Telefon posiada również aparat o rozdzielczości 8 megapikseli (nagrywanie filmów w rozdzielczości Full HD 1080p). Ascend D1 wyposażono również w przednią kamerę do rozmów wideo 1.3 megapiksela z funkcją nagrywanie filmów w rozdzielczości 720p. 
Telefon ma znaleźć się u operatorów najprawdopodobniej w drugim kwartale 2012 roku.